# Ten Post
Ten Post is een dorp in de gemeente Groningen in de Nederlandse provincie Groningen met volgens het CBS 805 inwoners (2023) en volgens de voormalige gemeente Ten Boer ongeveer 900 inwoners. Het dorp wordt in tweeën gedeeld door de N360, de weg van Groningen naar Delfzijl. Het deel ten westen van de weg met de karakteristieke molen de Olle Widde staat vanouds bekend als Kröddeburen. Onder Ten Post vallen verder de boerderijen 'Altemaheerd', 'Fraaimaheerd', 'De Graslanden' en 'Oldenhuis'.

## Borgen
In de directe omgeving van het dorp hebben ten minste vier borgen gestaan:
- Oldenhuis[2]
- Tuwinga[3]
- Tammingahuizen
- Aldersum of Oldersum

## Geschiedenis
De plaatsnaam Ten Post wordt voor het eerst vermeld in een Friestalig verdrag uit 1385 met het zegel van een hoofdeling Gerbod to tha Posta. Waarschijnlijk betekent het 'bij de houten brug', namelijk de houten brug over de Fivel. Vergelijkbaar zijn de plaatsnamen Buitenpost en Lutkepost, die voor het eerst in 1388 als Post voorkomen.
In 1424 werd het deel van het Damsterdiep naar Groningen gegraven. Het jaagpad nam uiteindelijk het verkeer over van de Stadsweg, waardoor Ten Post de vorm van een kanaaldorp kreeg. De buurtschap Kröddeburen ontstond daarentegen bij de Stadsweg. Aan de noordkant van Ten Post lag de borg Tammingahuizen. Het borgterrein is nog goed herkenbaar.
Ten Post had tot in de 19e eeuw geen eigen kerk. Toch vormde het dorp tot op zekere hoogte een eigen kerspel, dat zich onderscheidde van het moederdorp Wittewierum. De school (aan de zuidkant van de weg naar Wittewierum), die onderdeel was van de kosterij van Wittewierum wordt voor het eerst genoemd in 1602. Mogelijk is hij al veel eerder gesticht door het klooster Bloemhof. Tot het dorp behoorden tevens de wierden Huisburen en Oldersum, die vermoedelijk tot het einde van de middeleeuwen bewoond werden. Oldersum oftewel Aldulfashem wordt al rond het jaar 1000 genoemd. Deze buurtschap had in de 17e eeuw een eigen diaconie (met acht grazen land), die werd beheerd door de bestuurders van het Oldersumer Kluft. 
In 1745 onderscheidde men vier buurtschappen of kluften:
1. Ten Post ten zuiden van het Damsterdiep (met Huisburen, Oldenhuis en een deel van Oosterdijkshorn)
2. Ten Post ten noorden van het Damsterdiep (met een deel van Oosterdijkshorn)
3. Kröddeburen
4. Oldersum (met Winneweer en Tammingahuizen).

Ten Post vormde vanaf de 14e eeuw tot 1798 een afzonderlijke rechtstoel, samen met het verderop gelegen Eenumerhoogte. Deze rechtstoel stond bekend als het Eesterrecht. Daaronder vielen ook het dorp Garrelsweer en de buurtschappen Oldenhuis en Graauwedijk. Tevens vormde Ten Post oftewel Oldersum een schepperij binnen het Generale Zijlvest der Drie Delfzijlen, met als onderdelen Ten Poster eed, Huisbuurster eed, Oldersumer eed, Tappeweerster eed (Woltersum), Nienhuistereed (Garrelsweer), Enzelens eed en Merumer eed (Loppersum). 
In de herfst van 1944 werd het land tussen Eemskanaal en Damsterdiep onder water gezet. Op 15 april 1945 blies een Duits Sprengkommando de draaibrug over het Damsterdiep op, waarbij ook de omgeving grote schade opliep. Na de bevrijding van de stad Groningen werd op dinsdag 17 april ook Ten Post door Canadese troepen bevrijd.

### Archeologie
In de zuidelijke helling van de voormalige wierde van Huisburen werden omstreeks 1760 bij het ploegen veel skeletten gevonden, waarvan men vermoedde dat die wellicht uit de Tachtigjarige Oorlog zouden stammen. De zestiende eeuw was een onrustige periode in de geschiedenis van Groningen. Nadat Johan Rengers van Ten Post de zijde van hertog Albrecht van Saksen gekozen had, werd in 1499 Ten Post ingenomen door een troep van 300 à 500 door de stad Groningen gehuurde soldaten. In 1501 werd in Ten Post geplunderd en gemoord door soldaten van graaf Edzard I van Oost-Friesland, die dode naakte lichamen op het veld lieten liggen. In 1536 werd Ten Post geplunderd door de bende van Meindert van Ham, nadat Georg Schenck van Toutenburg hen verdreven had uit Appingedam.
Iets ten zuidwesten van Ten Post, in een bocht van de Stadsweg lag de onbewoonde wierde, die eveneens grotendeels is afgegraven. Op de boerderij De Graslanden naast deze wierde is een Friese naslag van de gouden solidus uit de tijd van Lodewijk de Vrome gevonden. Deze gouden munt van 4,27 gram uit de negende eeuw duidt op belangrijke handelscontacten rond de diepste inham van de Fivelboezem. Maar de wierde is ouder: er is ook een sestertius van Marcus Aurelius gevonden.

## Kerkgeschiedenis
Ten Post maakte op het kerkelijke vlak deel uit van het kerspel Wittewierum. De eerste kerk werd er gebouwd door de afgescheidenen in 1846. Omstreeks 1875 werd ook een Hervormde kerk in het dorp gebouwd. Een School met den Bijbel werd gesticht in 1906. In 1945 ging het grootste deel van de gereformeerde kerk mee met de Vrijmaking. In april 1970 was er ook in Ten Post een splitsing tussen buitenverbanders en vrijgemaakten.

## Verenigingsleven
Sv TEO biedt de bewoners van het dorp de mogelijkheid om te voetballen, gymnastieken of actief deel te nemen aan de loopgroep.

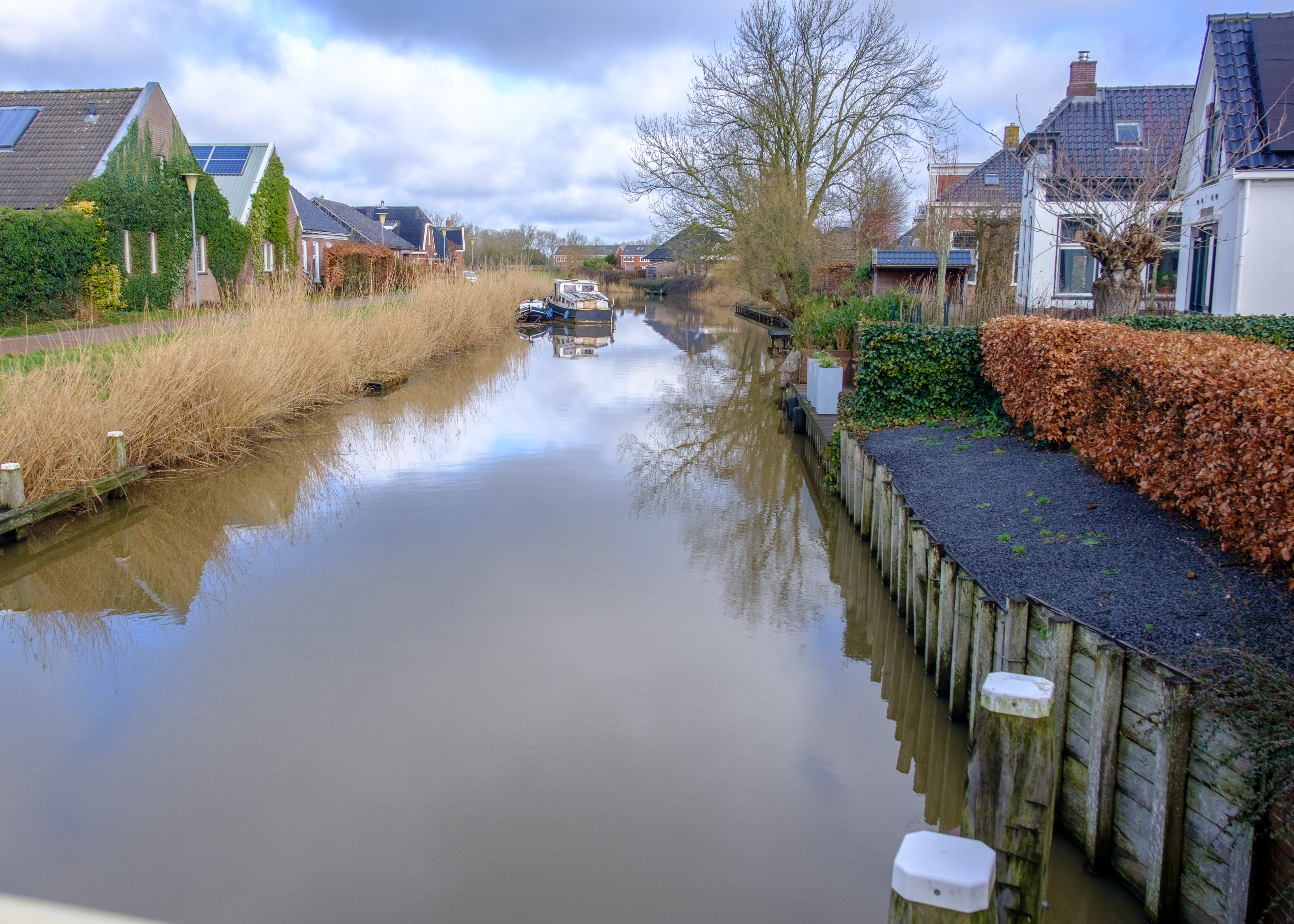
Het Damsterdiep in Ten Post gezien vanaf de brug naar het noorden
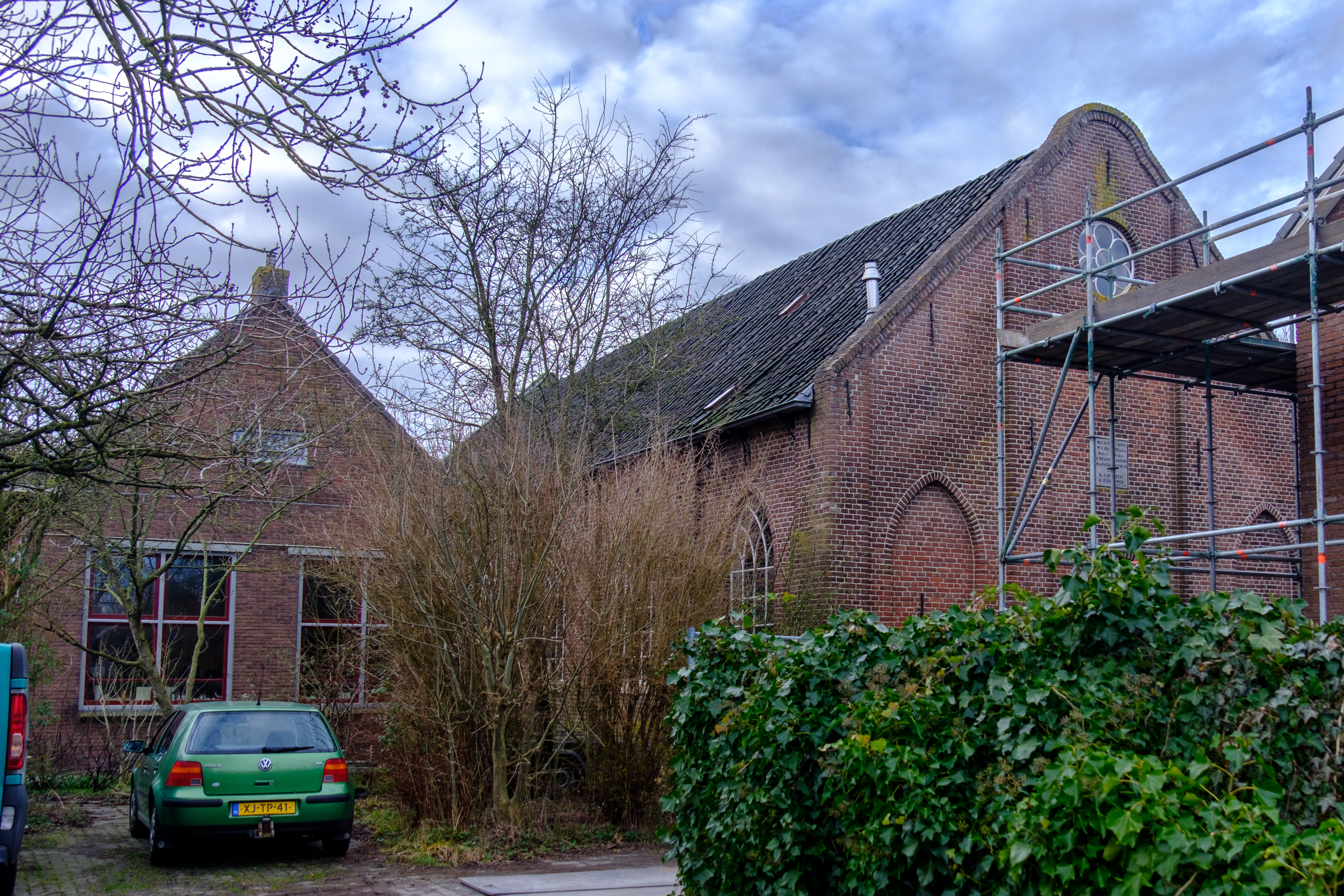
Voormalige gereformeerde kerk met verenigingsgebouw(?) aan de Rijksweg 197 in Ten Post. Gebouwd in 1870 in neogotische stijl naar ontwerp van Kornelis Huizinga en Pieter Post.
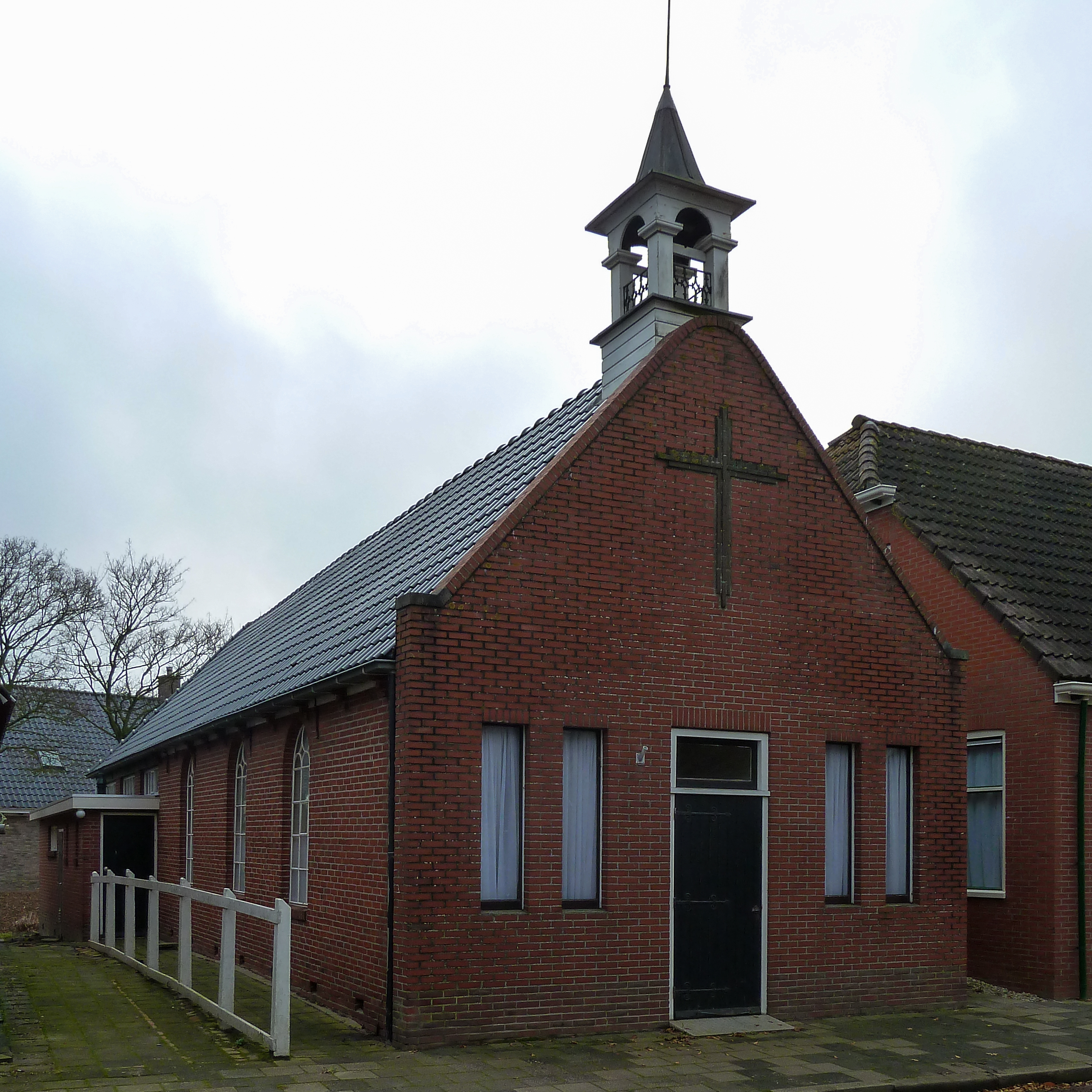
Voormalige hervormde kerk (1875)
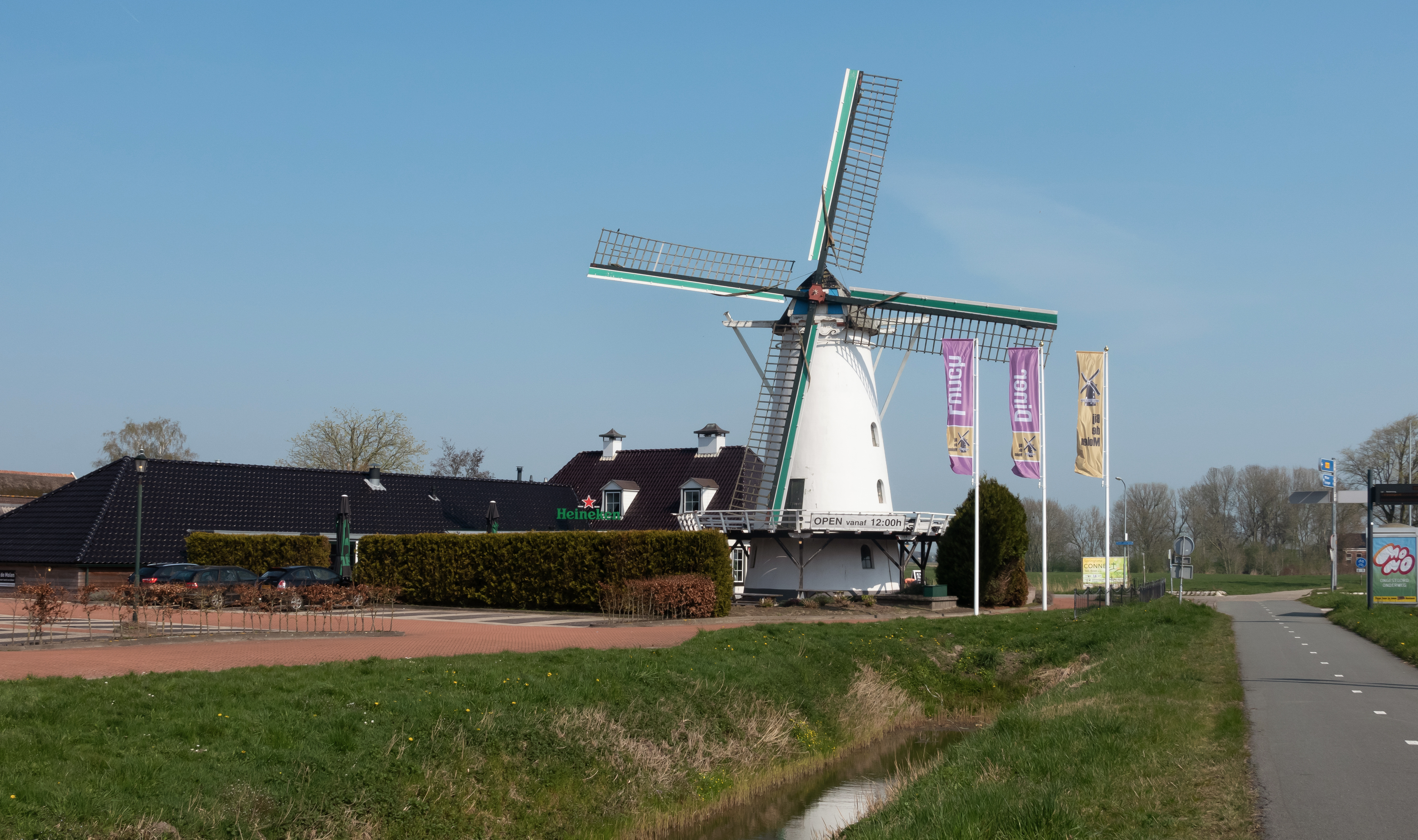
Olle Widde (ca. 1828)
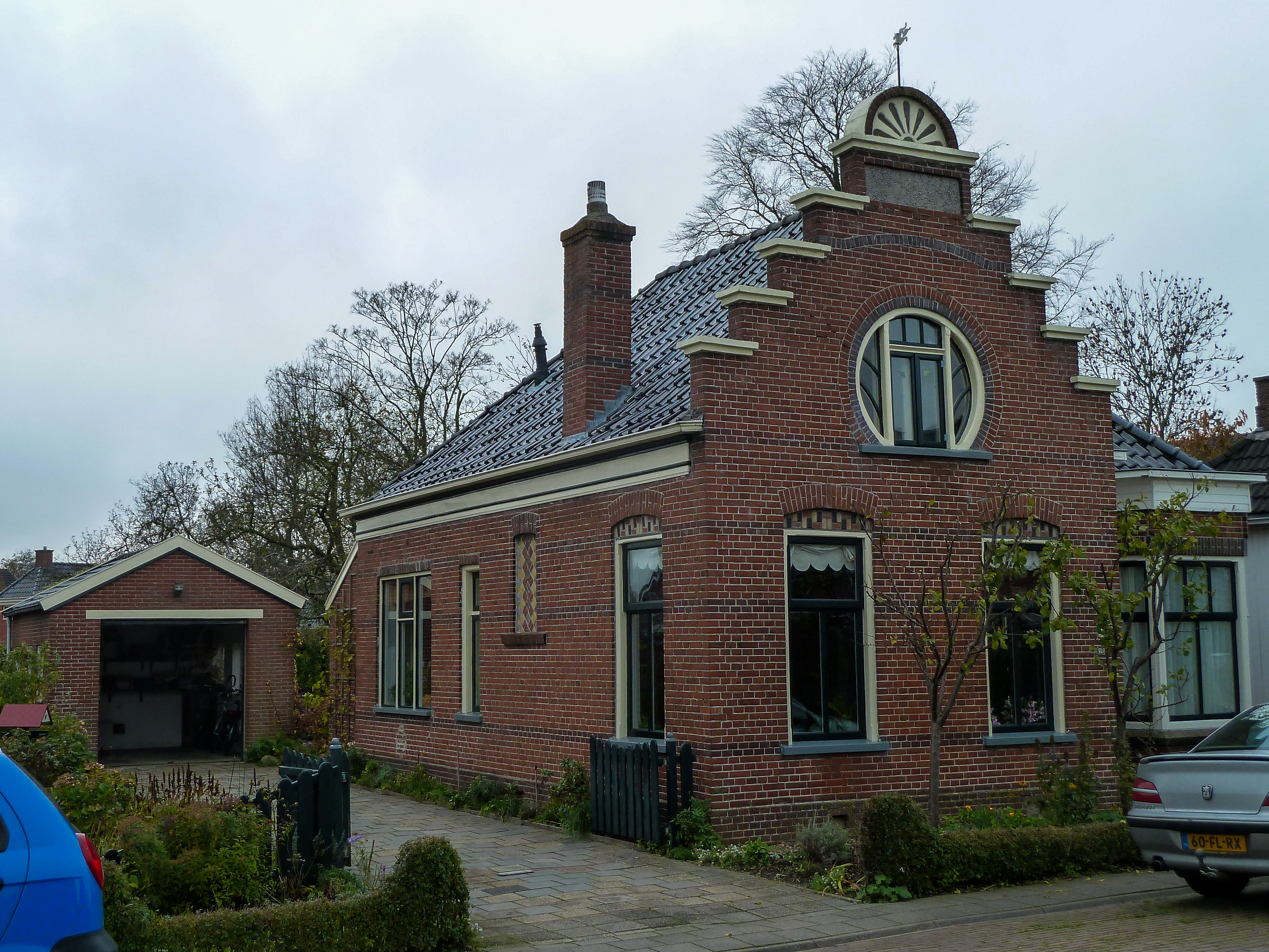
Voormalige winkel aan de Rijksweg (ca. 1910)
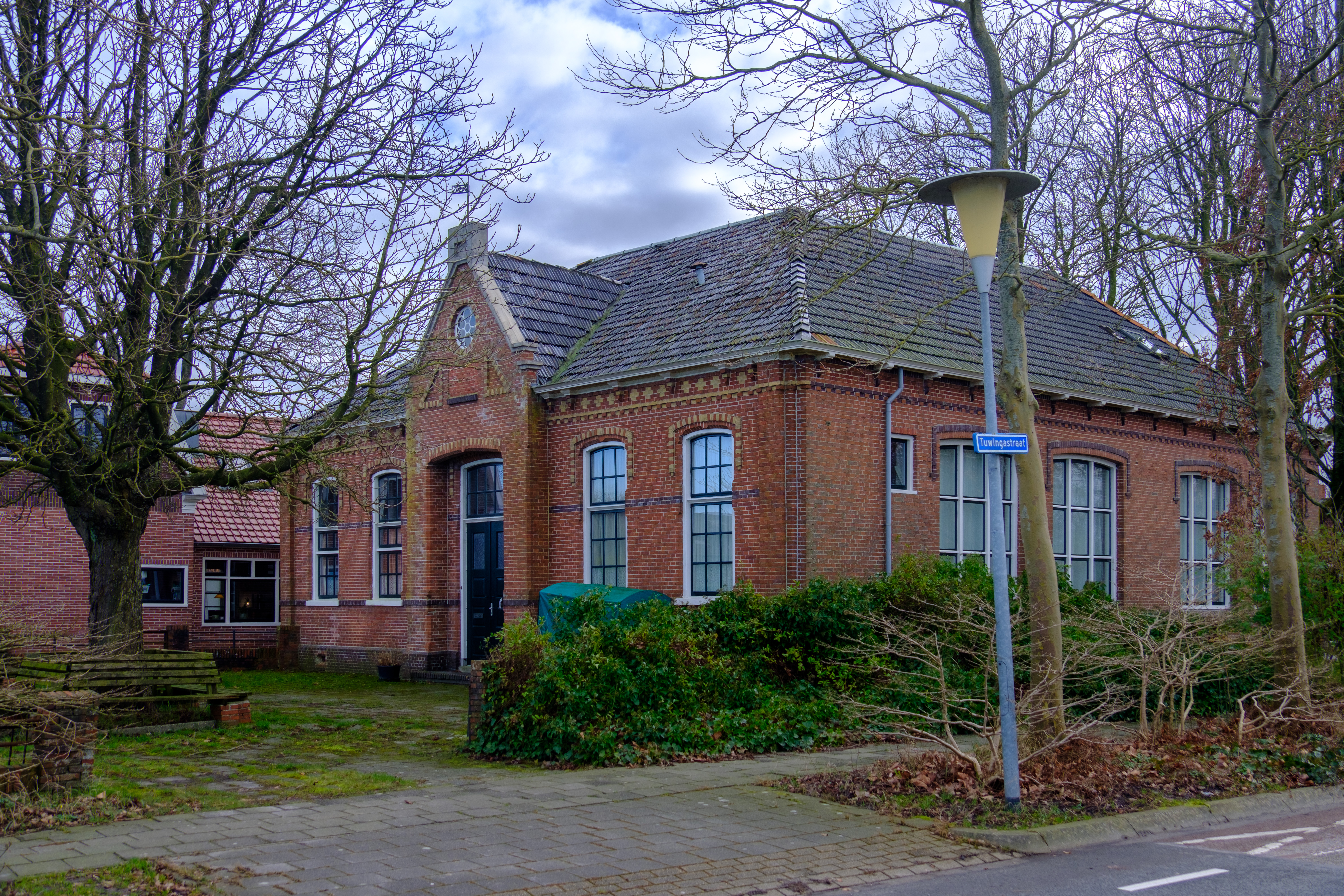
Voormalige Christelijke School aan de Eestumerweg 31 uit 1907.